# Seminole megye (Oklahoma)
Seminole megye az Amerikai Egyesült Államokban, azon belül Oklahoma államban található. Megyeszékhelye Wewoka, legnagyobb városa Seminole. Lakosainak száma 23 556 fő (2020. április 1.). Seminole megye Okfuskee, Pontotoc, Hughes és Pottawatomie megyékkel határos.

## Népesség
A megye népességének változása:
| Lakosok száma | 25 450 | 25 450 | 25 463 | 25 426 | 25 548 | 23 556 |
|               | 2010   | 2011   | 2012   | 2013   | 2015   | 2020   |